# Yves Mausen
Yves Mausen (* 11. Februar 1972) ist ein Luxemburger Jurist.

## Leben
Er studierte Rechtswissenschaften (Centre universitaire de Luxembourg und Universität Paris Panthéon-Assas), Geschichte (Universitäten Paris IV Sorbonne und Paris I Panthéon-Sorbonne), sowie Philosophie (CAPES, 1998) und war Schüler an der École Normale Supérieure (Jg. 1995). 2002 promovierte er in Rechtsgeschichte an der Universität Paris Panthéon-Assas. Von 2004 bis 2015 unterrichtet er an der Universität Montpellier I. Seit 2015 ist er Inhaber des französischsprachigen Lehrstuhls für Rechtsgeschichte und Religionsrecht an der Universität Freiburg (Schweiz). In Montpellier ist er Mitglied des Institut d’Histoire du Droit Edmond Meynial (UR-UM 206). In Fribourg ist er Mitglied des interdisziplinären Mediävistischen Instituts sowie des Instituts für Religionsrecht.

## Schriften (Auswahl)
- Veritatis adiutor. La procédure du témoignage dans le droit savant et la pratique française (XIIe–XIVe siècles). Mailand 2006, ISBN 88-14-13234-8.
- mit Emmanuelle Chevreau und Claire Bouglé: Histoire du droit des obligations. Paris 2011, ISBN 978-2-7110-1171-1.
- La culture judiciaire anglaise au Moyen Âge, Ire partie (Hg.). Paris 2017, ISBN  978-2-8493-4277-0.
- mit André Castaldo: Introduction historique au droit (5. Ausg.). Paris 2019, ISBN 978-2-247-18962-5.
- mit Pierre-Clément Timbal und André Castaldo: Histoire des institutions publiques et des faits sociaux (13. Ausg.). Paris 2020, ISBN 978-2-2471-8957-1.
- mit Pascal Pichonnaz (Hg.): Devoirs, promesses et obligations. Actes des Journées Internationales de la Société d'Histoire du Droit à Fribourg (2 au 4 juin 2016). Zürich 2020, ISBN 978-3-7255-8805-3.
- La culture judiciaire anglaise au Moyen Âge, IIe partie (Hg.). Paris 2024, ISBN  978-2-3860-0031-7.